# Silvano Maria Tomasi
Silvano Maria Tomasi (Casoni di Mussolente, 12 de octubre de 1940) es un cardenal italiano, actualmente Delegado Especial ante la Soberana Orden Militar Hospitalaria de San Juan de Jerusalén, de Rodas y de Malta.

## Biografía
Nació el 12 de octubre de 1940 en Casoni di Mussolente (Italia). Recibió una formación educativa en Italia y en los Estados Unidos donde estudió Teología.

### Sacerdocio
Fue ordenado sacerdote el 31 de mayo de 1965 en la Congregación religiosa Misioneros de San Carlos. Se graduó en Ciencias Sociales y obtuvo un Doctorado en Sociología en la Universidad de Fordham de Nueva York. Fue profesor asistente de Sociología en la City University de Nueva York y en la New School of Social Reserch (1970-1974). Como director fundador del Center for Migration Studies, Inc., fundó y editó la trimestral International Migration Review. Fue Superior Provincial de su congregación religiosa.
De 1983 a 1987, fue el primer Director de la Oficina de Pastoral para Migrantes y Refugiados (PCMR) de la Conferencia de Obispos Católicos de los Estados Unidos (NCCB/USCC).
Desde finales de 1989 hasta junio de 1996 fue Secretario del Pontificio Consejo para la Pastoral de los Emigrantes e Itinerantes.

### Servicio diplomático y cardenal
El 27 de junio de 1996 fue nombrado arzobispo titular de Cercinia y Nuncio apostólico en Etiopía, Eritrea y Observador ante la Unión Africana por el papa Juan Pablo II. Recibió la consagración episcopal el 17 de agosto de manos del cardenal Angelo Sodano. El 24 de abril de 1999 fue nombrado arzobispo titular de Asolo y el 23 de diciembre de 2000 fue nombrado Nuncio apostólico en Yibuti.
El 10 de junio de 2003 fue nombrado Observador Permanente de la Santa Sede ante la Oficina de las Naciones Unidas e Instituciones Especializadas en Ginebra y Observador Permanente ante la Organización Mundial del Comercio (O.M.C.), cargos que desempeñó hasta el 13 de febrero de 2016.
El 9 de abril de 2016 el papa Francisco lo nombró miembro del Pontificio Consejo Justicia y Paz, ahora Dicasterio para el Servicio del Desarrollo Humano Integral.
Confirmado como Custodio General para el cuatrienio 2017-2021, fue elegido Presidente de la Federación Intermediterránea de Ministros Provinciales de los Frailes Menores Conventuales en septiembre de 2017.
El 1 de noviembre de 2020 de nombrado Delegado Especial ante la Soberana Orden Militar Hospitalaria de San Juan de Jerusalén, de Rodas y de Malta.
Fue creado cardenal en el Consistorio que se celebró el 28 de noviembre de 2020.